# Benjamin Myers
Benjamin Myers (* Januar 1976 in Durham, England) ist ein britischer Schriftsteller und Journalist. Myers ist Fellow der Royal Society of Literature und seine Werke wurden unter anderem mit dem Walter Scott Prize for historical fiction und dem Goldsmiths Prize ausgezeichnet.

## Leben
Benjamin Myers wurde 1976 in Durham geboren und wuchs in Nordengland auf. Während seiner Jugend war Myers ein aktiver Musiker in der Hardcore-Punk-Szene. 1991 gründete er die Band Sour Face, in der er als Bassist spielte. Sour Face war Teil der Hardcore-Punk-Bewegung im Nordosten Englands und trat mit verschiedenen Bands der damaligen Zeit auf, darunter NOFX.
Myers studierte Journalismus an der University of Bedfordshire und arbeitete in den 1990er-Jahren als Musik- und Kulturjournalist für verschiedene britische Medien, darunter Melody Maker, NME, The Guardian, und New Statesman. Neben seiner journalistischen Tätigkeit begann er 2004, Romane und Gedichte zu schreiben.
Myers lebt mit seiner Frau, der Schriftstellerin Adelle Stripe, in West Yorkshire.

## Karriere
Myers begann seine schriftstellerische Laufbahn mit Musikbiografien über Bands wie Muse und Green Day, bevor er sich verstärkt der Belletristik zuwandte.
Sein dritter Roman, Pig Iron (2012), wurde mit dem Gordon Burn Prize ausgezeichnet. Der Roman thematisiert das Leben eines jungen Mannes aus der irischen Pavee-Gemeinschaft. Sein Roman The Gallows Pole (2017) basiert auf einer historischen Begebenheit des 18. Jahrhunderts und schildert das Leben von David Hartley, dem Anführer einer Fälscherbande in Yorkshire. Das Werk gilt laut The Quietus als sein Durchbruch in England und erhielt den Walter Scott Prize for historical fiction. Der Roman wurde 2023 als Fernsehserie adaptiert.
Seit 2018 ist Myers bei Bloomsbury Publishing unter Vertrag.
Myers erzielte 2019 mit dem Roman The Offing (2019), der 2020 unter dem Titel Offene See auf Deutsch erschien, laut einem Artikel von Bernd Melichar in der Kleinen Zeitung seinen Durchbruch im deutschsprachigen Raum. Die Geschichte über die Freundschaft zwischen einem jungen Mann und einer älteren Künstlerin in der Nachkriegszeit spielt im Jahr 1946 und wurde in mehrere Sprachen übersetzt. Das Buch war mehrere Wochen auf der Spiegel-Bestsellerliste vertreten und erhielt 2020 die Auszeichnung als Lieblingsbuch der Unabhängigen.
Mit Male Tears (2021), auf Deutsch Der längste, strahlendste Tag (2022), veröffentlichte Myers eine Sammlung von Kurzgeschichten, in denen er verschiedene Aspekte von Männlichkeit beleuchtet und gängige Rollenbilder hinterfragt.
In The Perfect Golden Circle (2022, deutsch Der perfekte Kreis) erzählt er die Geschichte zweier Männer, die im Sommer 1989 heimlich Kornkreise in Südengland erschaffen. Der Roman verbindet poetische Naturbeschreibungen mit Zivilisationskritik.
Der 2023 erschienene Roman Cuddy (2024 in Deutsch erschienen unter dem Titel Cuddy. Echo der Zeit) beschäftigt sich mit dem Leben und Vermächtnis von St. Cuthbert, einem der Heiligen Englands. Das Buch erzählt in mehreren Episoden die Geschichte der Region um Durham über einen Zeitraum von mehr als tausend Jahren und kombiniert historische Fakten mit fiktionalen Elementen.
2023 wurde Myers Fellow der Royal Society of Literature.

## Publikationen (Auswahl)

### Bücher
- The Book of Fuck. Wrecking Ball Press, 2004, ISBN 978-1903110157.

- Richard. Macmillan Publishers, 2010, ISBN 978-0330517034.

- Pig Iron. Bloomsbury Publishing, 2012, ISBN 978-1526611185.

- Beastings. Bloomsbury Publishing, 2014, ISBN 978-1526611215.

- Turning Blue. Bloomsbury Publishing, 2016, ISBN 978-1526650221.

- These Darkening Days. Moth Publishing, 2017, ISBN 978-1911356028.

- Under the Rock. Elliott & Thompson, 2018, ISBN 978-1783963621.

- The Gallows Pole. Bloomsbury Publishing, 2017, ISBN 9781526611154.

- Offene See. (The Offing). DuMont Buchverlag, 2020, ISBN 978-3832181192.

- Der perfekte Kreis. (The Perfect Golden Circle). DuMont Buchverlag, 2022, ISBN 978-3832166441.

- Der längste, strahlendste Tag: Erzählungen. (Male Tears). DuMont Buchverlag, 2022, ISBN 978-3832181765.

- Cuddy. Echo der Zeit. (Cuddy). DuMont Buchverlag, 2024, ISBN 978-3832168407.

- Rare Singles. Bloomsbury Publishing, 2024, ISBN 9781526671905.

### Musikbiografien
- American Heretics: Rebel Voices in Music. Codex, 2002, ISBN 978-1899598236.

- John Lydon: The Sex Pistols, PiL, and Anti-Celebrity. Blake Publishing, 2004, ISBN 978-0953994274.

- Right Here in Hollywood: The Story of System of a Down. Disinformation Books, 2006, ISBN 978-1932857887.

- Green Day — American Idiots & The New Punk Explosion. Disinformation Books, 2006, ISBN 978-1932857320.

- Muse: Inside the Muscle Museum. Blake Publishing, 2007, ISBN 978-0955282256.

- The Clash — Uncensored On the Record. Angry Penguin, 2008, ISBN 978-1906283360.

## Auszeichnungen (Auswahl)
- 2013: Gordon Burn Prize für Pig Iron[14][22]

- 2014: Tom-Gallon Trust Award für The Folk Song Singer, eine Kurzgeschichte aus Male Tears[23]

- 2016: Roger Deakin Award für The Gallows Pole[24]

- 2018: Walter Scott Prize for historical fiction für The Gallows Pole[3]

- 2020: Lieblingsbuch der Unabhängigen für Offene See[18]

- 2023: Goldsmiths Prize für Cuddy[4]

- 2024: Winston Graham Prize für Cuddy[25]